# Carlos Pacheco Villalobos
Carlos Pacheco Villalobos (San Nicolás del Terrero hoy General Carlos Pacheco, Chihuahua, c.26 de abril de 1839 - Orizaba, Veracruz, 15 de septiembre de 1891) hijo de Carlos Pacheco y Altagracia Villalobos, fue un militar y político mexicano de ideología liberal. Fue gobernador de los estados de Puebla, Morelos, Chihuahua y del Distrito Federal.

## Carrera militar

### Guerra de Reforma
Carlos Pacheco realizó sus estudios primarios en la ciudad de Parral, Chihuahua, posteriormente se radicó en la capital del estado donde se dedicó al comercio; en enero de 1858, fue puesto en prisión por ser sospechoso de estar en contra del Plan de Tacubaya, al ser liberado se incorporó a la Guardia Nacional de Chihuahua bajo las órdenes del general Esteban Coronado, para combatir a las fuerzas conservadoras, fue dado de alta con el rango de subteniente y con fecha del 17 de enero de 1858, iniciándose en ese momento su carrera militar. Como parte de las fuerzas de Coronado asistió a la recuperación de la ciudad de Chihuahua de las fuerzas conservadoras y luego a las tomas de Parral, Nazas y Durango, Durango y posteriormente al asedio de Guadalajara y al de Tepic, después de dicho evento pasó a las fuerzas de Ignacio Pesqueira y la guardia nacional de Sinaloa.

### Segunda Intervención Francesa
Como parte de las fuerzas sinaloenses al mando del general Plácido Vega, se trasladó al centro del país para unirse a la defensa contra la Intervención Francesa. Luchó contra los imperialistas en el Estado de Oaxaca como parte del Ejército de Oriente que comandaba el general Porfirio Díaz, quien lo ascendió a teniente el 1 de septiembre de 1863 y a capitán el 21 de mayo de 1864. Tomó parte en la defensa de la ciudad de Oaxaca, a la caída de la cual fue hecho prisionero en 1864, reincorporándose a las fuerzas republicanas en 1866, luego de ser canjeado por franceses. Participó en numerosas batallas, entre ellas la Batalla de la Carbonera y la Batalla de Miahuatlán al mando del batallón "Cazadores de Oaxaca". Durante la batalla del 2 de abril a causa de cañonazos recibidos, perdió un brazo y una pierna; por este hecho fue ascendido a teniente coronel. De esta época dataría su fuerte amistad con Porfirio Díaz.

### República
Una vez restaurada la República, el 1 de noviembre de 1867 fue nombrado administrador de Correos y administrador de la Renta de Papel Sellado de Puebla, desempeñó el cargo hasta el 25 de mayo de 1870 en que se retiró formalmente del ejército. Poco después fue elegido diputado federal, representando al distrito electoral de Cholula en la IV Legislatura de 1867 a 1869. Durante su diputación se distinguió como liberal moderado y como partidario de Porfirio Díaz; debido a ello, le fue retirada la pensión que como inválido por causa de guerra le había concedido el gobierno el 6 de julio de 1874.

### Revolución de Tuxtepec
Se unió a la Revolución de Tuxtepec, para impedir la reelección de Sebastián Lerdo de Tejada, por su desempeño fue ascendido a coronel y participó en la Batalla de Tecoac. Al triunfo del movimiento revolucionario, Porfirio Díaz lo nombró como gobernador y comandante militar de Puebla, asumiendo ambos cargos el 21 de noviembre de 1876, cesando en él al entregar el cargo a su sucesor constitucionalmente electo el 21 de mayo de 1877.

## Porfiriato
Posteriormente fue nombrado comandante militar y gobernador provisional del Estado de Morelos y luego electo gobernador constitucional del Estado para el periodo que habría de culminar en 1881. Durante su período inauguró el telégrafo de Cuernavaca a Yautepec, inició la construcción del ferrocarril y el teatro principal de Cuautla. El 10 de noviembre de 1879 fue ascendido a general brigadier y esa misma fecha se separó del gobierno de Morelos al ser nombrado por Porfirio Díaz como Secretario de Guerra y Marina, permaneciendo en dicho cargo hasta el fin del periodo presidencial el 30 de noviembre de 1880.

### Secretario de Fomento
El 2 de diciembre de 1880 el nuevo presidente, Manuel González, lo nombró gobernador del Distrito Federal y a partir del 27 de junio de 1881 como Secretario de Fomento, Colonización e Industria. Fue en este cargo, en el que permaneció durante todo el gobierno de González y fue ratificado en el segundo periodo de Porfirio Díaz en 1884 el que más distinguió a Pacheco, correspondiéndole a él el inicio del enorme desarrollo material y económico que caracterizó a los primeros gobiernos de Díaz, lo cual le permitió ganar reconocimiento y poder político. El progreso en la construcción de ferrocarriles, desarrollo de la agricultura, la industria y la economía en general, debido a las políticas desarrolladas por la secretaría a su cargo hizo que por aquella época se acuñara la frase "Fomento es Pacheco".
En 1882 fue elegido senador por Chihuahua, sin embargo no llegó a asumir el cargo al permanecer al frente de la Secretaría de Fomento y fue sustituido por su suplente, Ignacio Fernández. En 1879 en Chihuahua el grupo político de Luis Terrazas había desplazado del poder estatal a los partidarios de Porfirio Díaz, por lo cual el presidente buscó recuperar el control en las elecciones de 1884, para las cuales envió como candidato a Carlos Pacheco quien con el apoyo del gobierno federal y el renombre ganado desde su puesto en Fomento, fue elegido en junio y asumió el cargo constitucional el 4 de octubre de 1884 y que debía concluir el 3 de octubre de 1888. Sin embargo, solicitó licencia a la gubernatura el 9 de diciembre de 1884 y retornó a la Ciudad de México donde reasumió la titularidad de la Secretaría de Fomento. En 1887 el grupo terracista intentó volver a hacerse con el poder político del estado y causó la división del Congreso de Chihuahua. En consecuencia el 11 de junio de ese año Pacheco se presentó en Chihuahua y reasumió al gubernatura, derrotando el movimiento terracista y separándose de nuevo del cargo el 30 de julio. No volvería a ejercer la gubernatura.
Aquejado por problemas de salud, pero sobre todo combatido por los miembros del grupo político denominado como "Los Científicos", renunció a la Secretaría de Fomento 23 de marzo de 1891. El 31 de marzo de ese mismo año fue ascendido a General de División. Murió el 19 de septiembre de 1891 en Orizaba, Veracruz y fue sepultado en la Rotonda de las Personas Ilustres.
Fue condecorado por el gobierno de Venezuela. Se le otorgó la Cruz de primera clase creada por decreto el 5 de agosto de 1876, se le otorgó una condecoración honorífica por la Legislatura del Estado de Oaxaca el 10 de enero de 1868 por las acciones que realizó en la Batalla de Miahuatlán, en la Batalla de la Carbonera, en el sitio y la toma de Oaxaca.

## Memoria histórica
Su lugar de nacimiento, San Nicolás del Terrero (Chih.), hoy lleva oficialmente su nombre.
Frente al Palacio de Cortés, en Cuernavaca, se halla una escultura del general Carlos Pacheco, obra de Gabriel Guerra.